# 7 vies
7 vies è l'ottavo album in studio della cantante australiana Tina Arena, pubblicato nel 2008. 
Si tratta del secondo disco in lingua francese per l'artista.

## Tracce
1. Entends-tu le monde?
2. Tu pourras dire
3. 7 vies
4. Danser la vie
5. Ombres chinoises
6. L'un pour l'autre
7. Ta vie
8. S'il m'est donné
9. Hollywood boulevard
10. Je vois ta lumière
11. Ailleurs
12. Dis-moi
13. N'oublie pas